# 航空事故の一覧 (1960年から1979年)
本項では、日本以外で発生した民間航空機やゼネラル・アビエーションの航空事故のうち、1960年から1979年までのものについて記述する。
本項以外の航空事故については以下を参照。
- 航空事故の一覧 (1959年以前) - 1959年以前に発生した航空事故
- 航空事故の一覧 (1980年から1999年) - 1980年から1999年までに発生した航空事故
- 航空事故の一覧 (2000年から2019年) - 2000年から2019年までに発生した航空事故
- 航空事故の一覧 (2020年以降) - 2020年以降に発生した航空事故

## 凡例
1. 事故発生日
2. 航空会社と便名もしくは機体記号または機体名
3. 製造元と機種
4. 犠牲者数
5. 事故の状況
6. 個別の記事がある場合には詳細として内部リンク

## 1960年代

### 1960年
- 1960年1月18日
  - 便名： キャピタル航空 (en)  20便
  - 機種： ビッカース バイカウント745D
  - 死者： 乗員乗客50人全員が死亡。
  - 状況： シカゴからノーフォークに向かっていたアメリカ国内定期便が、エンジンの防氷装置を作動させるのが遅れたため、エンジン2基が着氷し停止。さらにエンジンを再起動させるために暖かい低空に高度を下げたところ、残りの2基も停止した。全てのエンジンが停止したため、パイロットは再起動のために急降下したが成功せず、ようやく片側のエンジンの再起動に成功したものの、今度は最大出力にしたことから非対称となり操縦が困難になった。最期の瞬間にパイロットが機首上げしたために前進スピードがゼロになりボルチモア近郊に墜落炎上した。機体には樹木が突き刺さった状態で発見された。この事故を契機としてエンジンの再起動のために高度を下げるマニュアルが廃止され、いかなる高度であっても正しい手順で再起動すれば成功すると改められた[1]。
- 1960年1月19日
  - 便名： スカンジナビア航空 871便
  - 機種： シュド・カラベル
  - 死者： 乗員乗客42人全員が死亡。
  - 詳細： 「スカンジナビア航空871便墜落事故」を参照。
- 1960年3月17日
  - 便名： ノースウエスト・オリエント航空 710便
  - 機種： ロッキード L-188 エレクトラ
  - 死者： 乗員乗客63人全員が死亡。
  - 状況： プロペラ取り付け部分の設計ミスが原因で、インディアナ州上空を飛行中に片方の翼が破損、機体が空中分解し墜落した[2]。この事故で日本の警察官であった中村正己が殉職した。
- 1960年10月4日
  - 便名： イースタン航空 375便
  - 機種： ロッキード L-188 エレクトラ
  - 死者： 乗員乗客72人中62人が死亡。
  - 状況： ボストンのローガン空港を離陸直後、ホシムクドリの群の中に突入、全てのエンジンがバードストライクにより停止して推進力を喪失し、錐揉み状態で空港近くの海上に墜落した[3]。なお、遺族の起こした民事訴訟では、操縦席が急に後退したことで操縦桿を引いてしまい、失速につながる機首上げが発生したとする推測が認められている[4]。
- 1960年12月16日
  - 便名： 1) ユナイテッド航空 826便、2) トランス・ワールド航空 266便
  - 機種： 1) ダグラス DC-8-11、2) ロッキード L-1049 スーパーコンステレーション
  - 死者： 両機の乗員乗客128人全員と地上の6人が死亡。
  - 詳細： 「1960年ニューヨーク空中衝突事故」を参照。

### 1961年
- 1961年1月28日
  - 便名： アメリカン航空 1502便
  - 機種： ボーイング 707-123
  - 死者： 乗員6人全員が死亡。
  - 詳細： 「アメリカン航空1502便墜落事故」を参照。
- 1961年2月15日
  - 便名： サベナ航空 548便
  - 機種： ボーイング 707-329[5]
  - 死者： 乗員乗客72人全員と地上の1人が死亡。
  - 詳細： 「サベナ航空548便墜落事故」を参照。
- 1961年4月3日
  - 便名： ラン・チリ航空 621便[6]
  - 機種： ダグラス DC-3C
  - 死者： 乗員乗客24人全員が死亡。
  - 詳細： 「ラン・チリ航空621便墜落事故」を参照。
- 1961年5月30日
  - 便名： ビアサ 897便
  - 機種： ダグラス DC-8-53
  - 死者： 乗員乗客61人全員が死亡。
  - 詳細： 「ビアサ897便墜落事故」を参照。
- 1961年7月11日
  - 便名： ユナイテッド航空 859便
  - 機種： ダグラス DC-8-12
  - 死者： 乗員乗客122人中17人と地上の1人が死亡。
  - 詳細： 「ユナイテッド航空859便オーバーラン事故」を参照。
- 1961年9月12日
  - 便名： エールフランス 2005便
  - 機種： シュド・カラベル
  - 死者： 乗員乗客77人全員が死亡。
  - 詳細： 「エールフランス2005便墜落事故」を参照。
- 1961年9月18日
  - 便名： 国際連合 チャーター機（運航はトランスエア・スウェーデン (en) 、機体記号：SE-BDY）[7]
  - 機種： ダグラス DC-6B
  - 死者： 乗員乗客16人全員が死亡。
  - 状況： 国際連合事務総長のダグ・ハマーショルドがコンゴ動乱の停戦調停に赴く途上、搭乗機が北ローデシア（現在のザンビア）のンドラで墜落。現職の国連事務総長の事故死というニュースに加え、操縦士が警護上の理由から事前にフライトプランを提出していなかったこと、ソ連が国連のコンゴ動乱への介入を反ソビエト的だと非難し、事務総長の辞任を求めていたことなどから、同機の撃墜説や事務総長暗殺説が信憑性をもって広まったが、事故調査では事故機に被弾や爆発の痕跡は発見されなかった。同機の経由地である北ローデシアのンドラ(Ndola)空港は海抜1270メートルである。ところが最終目的地のコンゴにはンドロ(Ndolo)空港という海抜279メートルの空港があり、この両者を操縦士が混同した結果、ンドラ空港への着陸進入中高度が低くなり過ぎたことが事故原因と結論づけられたが、機密情報で全てが開示出来ないこともあり、再調査が続けられている。
  - 詳細： 「1961年国連チャーター機墜落事故」を参照。
- 1961年11月23日
  - 便名： アルゼンチン航空 322便
  - 機種： デ・ハビランド DH 106 コメット 4
  - 死者： 乗員乗客52人全員が死亡。
  - 詳細： 「アルゼンチン航空322便墜落事故」を参照。

### 1962年
- 1962年3月1日
  - 便名： アメリカン航空 1便
  - 機種： ボーイング 707-123B
  - 死者： 乗員乗客95人全員が死亡。
  - 詳細： 「アメリカン航空1便墜落事故」を参照。
- 1962年3月4日
  - 便名： カレドニアン航空 153便[8]
  - 機種： ダグラス・エアクラフト DC-7C
  - 死者： 乗員乗客111人全員が死亡。
  - 状況： モザンビークからルクセンブルク行きのチャーター機が、経由地のカメルーンからポルトガルに向かうためドゥアラ国際空港を離陸したところ、上昇出来ず滑走路先の沼地に墜落した。事故原因は右昇降舵のスプリング・タブが固着し、通常の3倍の力でないと操縦桿を引き上げられない状態であり、上昇出来なかったというものであった。
- 1962年3月16日
  - 便名： フライング・タイガー・ライン 739便
  - 機種： ロッキード L-1049H スーパーコンステレーション
  - 死者： 乗員乗客107人全員が死亡（確定）。
  - 詳細： 「フライング・タイガー・ライン739便失踪事故」を参照。
- 1962年6月3日
  - 便名： エールフランス 007便
  - 機種： ボーイング 707-328
  - 死者： 乗員乗客132人中130人が死亡。
  - 状況： パリのオルリー空港で離陸に失敗し滑走路をオーバーラン。当時、単独機としては最悪な航空事故となる。水平安定板の異常によるトリム失調に機長が気が付いていなかったのが原因[9]。
  - 詳細： 「エールフランス007便離陸失敗事故」を参照。
- 1962年6月22日
  - 便名： エールフランス 117便
  - 機種： ボーイング 707-328
  - 死者： 乗員乗客113人全員が死亡。
  - 状況： パリからチリのサンティアゴ行きの旅客機が、経由地であるカリブ海にある仏領グアドループへ向かう途中、悪天候かつ夜明け前の暗闇の状況で空港の手前25キロメートルに墜落。事故原因は範囲=航空用無線標識局のVORが故障していたことや運航乗務員に気象情報が充分伝わらなかったこと、事故機のADF（自動方向探知機）が雷雨に伴う磁気で狂ったことなどの複数の要因が複合したためと推測されている[10]。
  - 詳細： 「エールフランス117便墜落事故」を参照。
- 1962年6月30日
  - 便名： アエロフロート 902便[11]
  - 機種： ツポレフ Tu-104A
  - 死者： 乗員乗客84人全員が死亡。
  - 状況： イルクーツク発オムスク行きの便がクラスノヤルスク近郊で巡航中に墜落。事故原因はソ連軍が防空演習で発射した地対空ミサイルが命中したことによる空中爆発。
  - 詳細： 「アエロフロート902便墜落事故」を参照。
- 1962年7月7日
  - 便名： アリタリア航空 771便
  - 機種： ダグラス DC-8-43
  - 死者： 乗員乗客94人全員が死亡[12]。
  - 状況： オーストラリアからイタリアに向かっていた旅客機が、経由地のインドのボンベイへの着陸アプローチ中に滑走路手前約100キロメートルの山間部に墜落した。インド政府の事故調査委員会はパイロットが位置を誤認し、早めに降下したためとしたが、運航会社は航空管制の不備が事故を招いたと指摘した。
  - 詳細： 「アリタリア航空771便墜落事故」を参照。
- 1962年7月19日
  - 便名： アラブ連合航空 869便
  - 機種： デ・ハビランド DH 106 コメット 4C
  - 死者： 乗員乗客26人全員が死亡。
  - 状況： 羽田発カイロ行きが、経由地の香港を離陸しバンコクへの着陸アプローチ中に空港の北東80キロメートルの地点に墜落した。事故原因はパイロットが位置を誤認して、早く高度を下げたためと推測されている。乗客の多くはアラブ連合成立10周年記念式典に招待された香港や日本の新聞記者であったが、日本人記者は朝日新聞社所属で同紙には出発前に撮影された記者と事故機SU-AMWの最後の写真が掲載された。なお事故機は同年の4月に受領したばかりで、飛行時間わずか600時間での喪失となった。
- 1962年7月22日
  - 便名： カナダ太平洋航空 323便[13]
  - 機種： ブリストル タイプ175 ブリタニア 314[13]
  - 死者： 乗員乗客40人中27人が死亡[13]。
  - 状況： ホノルルからオーストラリアに向けて出発したターボプロップ機が、離陸直後にエンジンの火災警報が作動したためホノルル空港に緊急着陸しようとしたが、着陸に失敗し大破炎上した。
- 1962年7月28日
  - 便名： アエロフロート 415便[14]
  - 機種： アントノフ An-10A
  - 死者： 乗員乗客81人全員が死亡[14]。
  - 状況： ウクライナ・リヴィウからロシア・ソチに向かっていたが、アドレル空港への最終進入中に標高600メートルの山腹に墜落した。事故機は管制から5000フィートまでの降下承認しか受けていなかったにもかかわらず、2000フィートまで降下し激突していた[15]。
- 1962年9月3日
  - 便名： アエロフロート 03便[16]
  - 機種： ツポレフ Tu-104A
  - 死者： 乗員乗客86人全員が死亡。
  - 状況： ハバロフスクからペトロパブロフスク・カムチャツキーに向けて空港を離陸して10分後に墜落した。フライトレコーダーが破損したため原因は解明されなかった[17]。
- 1962年11月23日
  - 便名： ユナイテッド航空 297便
  - 機種： ビッカース バイカウント 745D
  - 死者： 乗員乗客17人全員が死亡。
  - 詳細： 「ユナイテッド航空297便墜落事故」を参照。
- 1962年11月27日
  - 便名： ヴァリグ・ブラジル航空 810便
  - 機種： ボーイング 707-441
  - 死者： 乗員乗客97人全員が死亡。
  - 状況： ブラジルからアメリカに向かう旅客機が、経由地のペルーのリマへの着陸進行中に進入高度が高すぎたため、着陸復航を行ったがリマ郊外のインカ時代の遺跡近くにある山頂に激突し爆発炎上した。事故機にはリマで行われるFAO地域総会に出席予定だったキューバの国立銀行総裁らキューバ政府高官と、ペルーの農務大臣夫妻も乗り合わせていたが全員死亡した。事故機は航路を逸脱していたが、その原因は確定することは出来なかったが、夜明け前の暗闇の中を飛行中のパイロットが不正確な航法情報を基に飛行していたため、航路を誤認し逸脱に気が付かなかったものと推定されている[17]。
  - 詳細： 「ヴァリグ・ブラジル航空810便墜落事故」を参照。

### 1963年
- 1963年2月1日
  - 便名： 1) ミドル・イースト航空 265便、2) トルコ空軍 訓練機（機体記号：CBK-28）[18]
  - 機種： 1) ビッカース バイカウント754D、2)ダグラス C-47A スカイトレイン
  - 死者： 両機の乗員乗客17人全員と地上の87人が死亡。
  - 状況： キプロスのニコシアからトルコのアンカラにあるエセンボーア国際空港に着陸しようとしていたレバノンの旅客機が、トルコ空軍の訓練機に追い付く形で空中衝突し空中分解、市街地に墜落したため多くの住民も巻き込んだ。事故原因は角度の関係で衝突の直前まで旅客機のパイロットがトルコ空軍機を視認出来なかった（コリジョンコース現象）が原因と推測されている。また事故が発生した空域は民間機の航路と空軍の訓練空域が重複していたが、軍民の航空管制の連携が行われていたことも一因であるとされた[19]。
  - 詳細： 「1963年アンカラ空中衝突事故」を参照。
- 1963年2月12日
  - 便名： ノースウエスト航空 705便[20]
  - 機種： ボーイング 720-051B
  - 死者： 乗員乗客43人全員が死亡。
  - 状況： フロリダ州マイアミから出発する前に、管制官が指示したコース上に乱気流があったため、機長はコースの変更を求めたが拒絶された。そのため、雷雨を伴う乱気流中を飛行していたが、突風が上向きに来ると失速する危険があるため機首を下げて飛行したところ、反対に下流気流に捕われて急降下してしまった。そのため、機長は機体を引き起こそうとしたが、設計運動速度を超過していたため昇降舵が吹き飛んだ。これにより操縦不能に陥って錐揉み状態となり、音速を突破して主翼が引き千切れ大地に激突した。
  - 詳細： 「ノースウエスト航空705便墜落事故」を参照。
- 1963年4月4日
  - 便名： アエロフロート 25便
  - 機種： イリューシン Il-18V
  - 死者： 乗員乗客67人全員が死亡。
  - 詳細： 「アエロフロート25便墜落事故」を参照。
- 1963年6月3日
  - 便名： ノースウエスト航空 293便[21]
  - 機種： ダグラス DC-7C
  - 死者： 乗員乗客101人全員が死亡。
  - 状況： アメリカ軍から依託され、ワシントン州からアラスカ州に向けて軍人とその家族を乗せて運航されていたレシプロ旅客機が、カナダのクイーン・シャーロット諸島沖合の北太平洋で遭難。機体の残骸は発見されたが機体の引揚げは出来なかった。事故原因は究明されなかったが、墜落時には機体は横転した状態で海面に激突したこと、事故当時現場付近は着氷しやすい気象条件であったことが判明している[22]。
- 1963年7月13日
  - 便名： アエロフロート 012便[23]
  - 機種： ツポレフ Tu-104B[23]
  - 死者： 乗員乗客35人中33人が死亡[23]。
  - 状況： 北京発イルクーツク経由モスクワ行きの当該機が、イルクーツク空港への最終進入中に空港手前約2キロメートルの地点に墜落した[23]。
- 1963年7月28日
  - 便名： アラブ連合航空 869便
  - 機種： デ・ハビランド DH 106 コメット 4C
  - 死者： 乗員乗客63人全員が死亡。
  - 詳細： 「アラブ連合航空869便墜落事故」を参照。
- 1963年8月21日
  - 便名： アエロフロート 366便[24]
  - 機種： ツポレフ Tu-124
  - 死者： なし。
  - 詳細： 「アエロフロート機ネヴァ川不時着水事故」を参照。
- 1963年9月4日
  - 便名： スイス航空 306便
  - 機種： シュド・アビアシオン SE-210 カラベル III
  - 死者： 乗員乗客80人全員が死亡。
  - 状況：「スイス航空306便墜落事故」を参照。
- 1963年10月22日
  - 便名： ブリティッシュ・エアクラフト・コーポレーション 試験飛行機（機体記号：G-ASHG）[25]
  - 機種： BAC 1-11 200AB
  - 死者： 搭乗者7人全員が死亡。
  - 状況： 新型旅客機の原型機が失速試験を行っていたところ、回復不能な失速に陥り墜落した。事故機はリアエンジンのT型尾翼であったが、事故調査によれば、この機体設計ではディープ・ストール（大迎角の失速）に陥ると回復不可能であったことが判明した。
  - 詳細： 「1963年BAC 1-11テスト機墜落事故」を参照。
- 1963年11月29日
  - 便名： トランス・カナダ航空 831便
  - 機種： ダグラス DC-8-54F
  - 死者： 乗員乗客118人全員が死亡。
  - 詳細： 「トランスカナダ航空831便墜落事故」を参照。
- 1963年12月8日
  - 便名： パンアメリカン航空 214便
  - 機種： ボーイング 707-121
  - 死者： 乗員乗客81人全員が死亡。
  - 詳細： 「パンアメリカン航空214便墜落事故」を参照。

### 1964年
- 1964年2月21日
  - 便名： フィリピン航空 946便[26]
  - 機種： ダグラス DC-3[26]
  - 死者： 乗員乗客32人中31人が死亡[26]。
  - 状況： 悪天候の中、フィリピンのマリア・クリスティナ空港へ向かった旅客機が、ミンダナオ島のマラウィ付近の山中に墜落した[26]。
- 1964年2月25日
  - 便名： イースタン航空 304便
  - 機種： ダグラス DC-8-21[27]
  - 死者： 乗員乗客58人全員が死亡。
  - 状況： ニューオーリンズ空港を離陸した直後に墜落。ピッチ・トリム・コンペンセーター (PTC) に欠陥があり、機首が下がり急降下したため、パイロットは逆推力装置を使って機体をほぼ水平にしたがその直後にポンチャートレイン湖の湖面に激突した[28]。
  - 詳細： 「イースタン航空304便墜落事故」を参照。
- 1964年2月29日
  - 便名： 英国イーグル航空 (en)  802便[29]
  - 機種： ブリストル タイプ175 ブリタニア 312[29]
  - 死者： 乗員乗客83人全員が死亡[30]。
  - 状況： オーストリア西部のインスブルック郊外の山中に墜落。悪天候の中、地上目標物を視認しようとして、安全高度以下に降下し激突したものと思われる。なお、事故機は墜落による衝撃で発生した雪崩により押し流され、斜面に散乱していた[31]。
- 1964年3月2日
  - 便名： パラダイス航空 901A便[32]
  - 機種： ロッキード L-1049 コンステレーション
  - 死者： 乗員乗客85人全員が死亡[33]。
  - 状況： カリフォルニア州・サンノゼよりネバダ州・タホ湖へ向かっていた途中にタホ湖東側の山中に墜落。事故原因はパイロットの不適切な操縦とされた。これは着陸しようとしていた空港に計器飛行方式が設定されておらず、視認飛行方式でアプローチしなければならなかったにもかかわらず、悪天候下の計器飛行を強行した。その結果迷走飛行し雪に覆われた峰に激突したと推定された[34]。
- 1964年3月28日
  - 便名： アリタリア航空 045便[35]
  - 機種： ビッカース バイカウント785D[35]
  - 死者： 乗員乗客45人全員が死亡。
  - 状況： イタリアのローマ発ナポリ行きの旅客機が、雷雨のためナポリ空港着陸前にベスビオス火山の山腹に衝突した。
- 1964年9月2日
  - 便名： アエロフロート 721便[36]
  - 機種： イリューシン Il-18V[36]
  - 死者： 乗員乗客93人中87人が死亡[36]。
  - 状況： クラスノヤルスクから樺太（サハリン）に向かった国内線で、ユジノサハリンスクに着陸する際パイロットが早く降下したためにユジノサハリンスク空港の手前の山に墜落した[37]。
- 1964年11月15日
  - 便名： ボナンザ航空 (en)  114便
  - 機種： フェアチャイルド F-27A[38]
  - 死者： 乗員乗客29人全員が死亡。
  - 状況： ラスベガスのマッカラン空港へ着陸進入中に空港手前の山頂に激突。計器進入時に使用するチャートの通過高度記載が不適切であったために、機長が進入高度と激突した山頂の標高とを読み誤ったことが原因とされている。
- 1964年11月23日
  - 便名： トランス・ワールド航空 800便
  - 機種： ボーイング 707-331
  - 死者： 乗員乗客73人中50人が死亡[39]。
  - 状況： イタリアのローマ空港で離陸時に第2エンジンの逆噴射装置が誤作動したため離陸を中止したが、滑走路を逸れて舗装用のローラーと衝突して爆発炎上。乗員乗客計73名のうち50名が死亡した。
  - 詳細： 「トランス・ワールド航空800便離陸失敗事故」を参照。

### 1965年
- 1965年2月8日
  - 便名： イースタン航空 663便
  - 機種： ダグラス DC-7B
  - 死者： 乗員乗客84人全員が死亡。
  - 状況： ジョン・F・ケネディ国際空港を離陸した663便と着陸に向けて降下中であったパンアメリカン航空のボーイング707との間にニアミスが発生する可能性が生じた。そのため管制官は663便に針路を変更して上昇を続けるよう指示した。しかし663便のパイロットは安全高度差があるにもかかわらず、錯覚からパンナム機と同じ高度を飛行しているように誤認した。そのため663便は衝突を回避するために降下に転じたが、パンナム機も衝突の危険を感じて降下率を増していた。空中衝突の危険を感じた663便のパイロットは急旋回して回避しようとしたが、気が動転し旅客機の限界を超えた角度になったため操縦不能になりニューヨーク沖の浅瀬に墜落し爆発した。事故当時の視程は良好であったが、夜間のため水平の基準となるものがなく、人工水平儀も参考にしていなかったことから墜落に至ったとされた[40]。
  - 詳細： 「イースタン航空663便墜落事故」を参照。
- 1965年5月20日
  - 便名： パキスタン国際航空 705便
  - 機種： ボーイング 720-040B
  - 死者： 乗員乗客127人中121人が死亡。
  - 状況： カラチからロンドンに向かう便が、経由地カイロ空港への着陸進入中に急降下して空港の手前8キロメートルの地点に墜落した。通常の3倍以上の降下率で降下したことや、墜落するまで速度を増加し続けたことが判明したが、異常な降下の原因を断定するまでには至らなかった[41]。
  - 詳細： 「パキスタン国際航空705便墜落事故」を参照。
- 1965年8月16日
  - 便名： ユナイテッド航空 389便
  - 機種： ボーイング 727-22
  - 死者： 乗員乗客30人全員が死亡。
  - 状況： 夜間にシカゴ・オヘア国際空港に着陸しようとした旅客機が空港手前のミシガン湖に墜落した。管制官から6000フィートで水平飛行に移行するよう指示されていたにもかかわらず、降下を続け湖面に激突した。パイロットの高度計の誤読も疑われたが、どうして水平飛行にしなかったのかが合理的な説明が出来なかったことから、原因不明とされた。翌年2月に日本の東京湾で発生した同型機の事故（全日空羽田沖墜落事故）と状況が類似している。
  - 詳細： 「ユナイテッド航空389便墜落事故」を参照。
- 1965年9月17日
  - 便名： パンアメリカン航空 292便
  - 機種： ボーイング 707-121B
  - 死者： 乗員乗客30人全員が死亡。
  - 詳細： 「パンアメリカン航空292便墜落事故」を参照。
- 1965年11月8日
  - 便名： アメリカン航空 383便
  - 機種： ボーイング 727-23
  - 死者： 乗員乗客62人中58人が死亡[42]。
  - 状況： シンシナティ空港に有視界飛行方式で進入していたが、空港の手前で高台に位置する、同空港より67メートルも低い地点に墜落した。機体の異常を示す証拠は発見されなかったため、悪天候の中で高度計のモニターを怠り、高度を誤認したまま降下を続けたパイロットミスによる可能性が高いとされた[43]。
  - 詳細： 「アメリカン航空383便事故」を参照。
- 1965年11月11日
  - 便名： アエロフロート 99便[44]
  - 機種： ツポレフ Tu-124V
  - 死者： 乗員乗客64人中32人が死亡[44]。
  - 状況： ムルマンスクへ着陸進入中に結氷した湖へ墜落した[44]。事故機は1965年に製造されたばかりの新造機であった。
- 1965年11月11日
  - 便名： ユナイテッド航空 227便
  - 機種： ボーイング 727-22
  - 死者： 乗員乗客91人中43人が死亡。
  - 状況： ソルトレイクシティ国際空港へ着陸しようとしていた旅客機が、滑走路手前100メートルの地点に墜落し滑走した後に炎上した。原因は着陸直前の高度が高過ぎたため、通常の3倍の降下率で降下していたのを副操縦士が降下率緩和のためスラストレバーを押し出そうとしたに関わらず、機長はそれを制止した。しかしこの措置はスラストレバーの操作から遅れてエンジンが反応するという事を把握していなかったものであり、機長が激突することに気付いて出力を上げたときには手遅れであった。そのため事故報告書も生存した機長が過大な降下率を適切な操作で抑制しなかったと断言している[45]。
  - 詳細： 「ユナイテッド航空227便墜落事故」を参照。
- 1965年12月4日
  - 便名： 1) イースタン航空 853便、2) トランス・ワールド航空 42便
  - 機種： 1) ロッキード L-1049 スーパーコンステレーション、2) ボーイング 707-131B
  - 死者： 両機の乗員乗客112人中4人が死亡。
  - 詳細： 「1965年ニューヨーク空中衝突事故」を参照。
- 1965年12月25日
  - 便名： 日本航空 813便
  - 機種： ダグラス DC-8-33
  - 死者： なし。
  - 状況： サンフランシスコ発羽田行きの旅客機で、離陸後間もなく第1エンジンが爆発し火災が発生したため、対岸のオークランド空港に緊急着陸した。原因はエンジンをオーバーホールした際の部品取り付け不具合によるとされている。事故報告書において米国民間航空委員会から乗務員のエンジン出火から着陸までの素早い対応を賞賛された。
  - 詳細： 「日本航空オークランド空港緊急着陸事故」を参照。

### 1966年
- 1966年1月24日
  - 便名： エア・インディア 101便
  - 機種： ボーイング 707-437
  - 死者： 乗員乗客117人全員が死亡。
  - 状況： ジュネーブ空港に着陸進入中モンブラン山頂付近に墜落。原因は位置を誤った操縦士のミスとされる[46]。
  - 詳細： 「エア・インディア101便墜落事故」を参照。
- 1966年4月22日
  - 便名： アメリカン・フライヤーズ航空 280便[47]
  - 機種： ロッキード L-188C エレクトラ
  - 死者： 乗員乗客98人中83人が死亡。
  - 状況： 兵士移送のためチャーターされた機が、給油のためオクラホマ州アードモア空港に着陸進入中、当時59歳だった機長が心臓発作を起こし死亡、副操縦士による低高度からの機体姿勢の回復も成功せず墜落した。機長には心臓病と糖尿病の長い病歴があったが、自らが運航会社の社長という地位を利用して健康診断報告書を偽造し機長免許を更新していた上、事故当時16時間勤務しており、病状悪化を誘発したとされた[48]。
- 1966年7月4日
  - 便名： ニュージーランド航空 訓練機
  - 機種： ダグラス DC-8-52
  - 死者： 乗員5人中2人が死亡。
  - 詳細： 「1966年ニュージーランド航空DC-8墜落事故」を参照。
- 1966年10月1日
  - 便名： ウエストコースト航空（英語版） 956便
  - 機種： ダグラス DC-9-14
  - 死者： 乗員乗客18人全員が死亡。
  - 詳細： 「ウエストコースト航空956便墜落事故」を参照。
- 1966年11月15日
  - 便名： パンアメリカン航空 708便
  - 機種： ボーイング 727-21
  - 死者： 乗員3人全員が死亡。
  - 詳細： 「パンアメリカン航空708便墜落事故」を参照。
- 1966年11月24日
  - 便名： TABSO (en)  101便
  - 機種： イリューシン Il-18V[49]
  - 死者： 乗員乗客82人全員が死亡[49]。
  - 状況： ブルガリアのソフィア発東ベルリン行きのブルガリアの旅客機が、悪天候のためダイバートしていたチェコスロバキアのブラチスラヴァを離陸した直後に8キロメートル先のカルパティア山脈に激突して爆発炎上。悪天候の中での離陸強行や、操縦士が周囲の地形に馴れていなかったことなどが原因とされた[50]。
- 1966年12月24日
  - 便名： フライング・タイガー・ライン 貨物便
  - 機種： カナディア CL-44（英語版）
  - 死者： 乗員4人全員と地上の107人が死亡。
  - 詳細： 「1966年フライング・タイガー・ラインCL-44墜落事故」を参照。

### 1967年
- 1967年3月5日
  - 便名： ヴァリグ・ブラジル航空 837便
  - 機種： ダグラス DC-8-33
  - 死者： 乗員乗客90人中51人が死亡。
  - 詳細： 「ヴァリグ・ブラジル航空837便墜落事故」を参照。
- 1967年3月9日
  - 便名： 1) トランス・ワールド航空 553便、2) 個人所有機（機体記号：N6127V）[51]
  - 機種： 1) ダグラス DC-9-15、2) ビーチ・エアクラフト バロン 55
  - 死者： 両機の乗員乗客26人全員が死亡。
  - 状況： オハイオ州のデイトンの空港に着陸しようとしていた旅客機が小型機と空中衝突、双方とも墜落した。
  - 詳細： 「トランス・ワールド航空553便空中衝突事故」を参照。
- 1967年3月30日
  - 便名： デルタ航空 9877便
  - 機種： ダグラス DC-8-51
  - 死者： 乗員6人全員と地上の13人が死亡。
  - 詳細： 「デルタ航空9877便墜落事故」を参照。
- 1967年4月20日
  - 便名： グローブ・エア（ドイツ語版） 旅客便
  - 機種： ブリストル ブリタニア313
  - 死者： 乗員6人全員と地上の13人が死亡。
  - 詳細： 「デルタ航空9877便墜落事故」を参照。
- 1967年6月23日
  - 便名： モホーク航空（英語版） 40便
  - 機種： BAC 1-11 204F
  - 死者： 乗員乗客34人全員が死亡。
  - 詳細： 「モホーク航空40便墜落事故」を参照。
- 1967年6月30日
  - 便名： タイ国際航空 601便
  - 機種： シュド・アビアシオン SE-210 カラベル III
  - 死者： 乗員乗客80人中24人が死亡。
  - 状況： 香港・啓徳空港にアプローチ中、操縦していた副操縦士が操縦を誤った上にダウンドラフトに遭遇して高度を喪失し滑走路手前の海上に墜落。
- 1967年7月19日
  - 便名： 1) ピードモント航空 22便、2) ランスエア 便名不明（機体記号：N3121S）[52]
  - 機種： 1) ボーイング 727-22、2) セスナ 310 (en) [52]
  - 死者： 両機の乗員乗客82人全員が死亡。
  - 状況： ノースカロライナ州のアシュビルの空港から離陸した旅客機と着陸しようとしていたセスナ機が、空港から南東15キロメートルにあるヘンダーソンビル上空6132フィートで旅客機の胴体前部左側にセスナ機の機首が衝突し、双方とも墜落した。事故原因はセスナ機が進入経路を外れて旅客機の離陸上昇コースに入り込んだためであるが、詳細については当事者死亡により解明出来なかった。また同空港に管制レーダーが設置されておらず、両機の接近を空港管制官が知りえなかったことも問題であった。なお、事故の犠牲になった22便の乗客のなかには、2週間後に合衆国海軍長官に就任予定だったジョン・マクノートン (en) がいたため、アメリカ国内では大きく報道された[53]。
  - 詳細： 「ピードモント航空22便空中衝突事故」を参照。
- 1967年9月5日
  - 便名： チェコスロバキア国営航空 523便
  - 機種： イリューシン Il-18
  - 死者： 乗員乗客37人が死亡[54]。
  - 状況： カナダガンダー国際空港からキューバへ向かう便が、離陸直後に空港の北東3.2kmの線路上に墜落[55]。
- 1967年11月4日
  - 便名： イベリア航空 062便
  - 機種： シュド・アビアシオン SE-210 カラベル 10R
  - 死者：乗員乗客37人全員が死亡。
  - 詳細： 「イベリア航空062便墜落事故」を参照。
- 1967年11月6日
  - 便名： トランス・ワールド航空 159便
  - 機種： ボーイング 707-131
  - 死者：乗員乗客36人中1人が死亡。
  - 詳細： 「トランス・ワールド航空159便オーバーラン事故」を参照。
- 1967年11月16日
  - 便名： アエロフロート 2230便[56]
  - 機種： イリューシン Il-18V[56]
  - 死者： 乗員乗客107人全員が死亡。
  - 状況： スヴェルドロフスク（現在のエカテリンブルク）からクラスノヤルスクに向かう便が、コルツォヴォ国際空港を離陸直後に墜落した。事故原因は地上が認識出来ない気象状況で、計器が故障したにもかかわらず予備の機器を使用せずにそのまま盲信したために姿勢制御を失い墜落したとされている[57]。
  - 詳細： 「アエロフロート2230便墜落事故」を参照。
- 1967年11月20日
  - 便名： トランス・ワールド航空 128便
  - 機種： コンベア 880-22-1
  - 死者：乗員乗客82人中70人が死亡。
  - 詳細： 「トランス・ワールド航空128便墜落事故」を参照。

### 1968年
- 1968年2月16日
  - 便名： 民航空運公司 010便
  - 機種： ボーイング 727-92C
  - 死者： 乗員乗客63人中21人と地上の1人が死亡[58]。
  - 詳細： 「民航空運公司10便墜落事故」を参照。
- 1968年2月29日
  - 便名： アエロフロート 15便[59]
  - 機種： イリューシン Il-18D
  - 死者： 乗員乗客84人中83人が死亡[59]。
  - 状況： モスクワからクラスノヤルスクを経由してペトロパブロフスク・カムチャツキーに向かっていた便が、ブラーツク近郊上空2万6000フィートを巡航中に燃料漏れが発生したために降下したが、原因不明の要因で突然急降下した。途中高度1万フィートでターボプロップエンジンが主翼から4機とも分離し機体も空中分解した。乗客1名が奇跡的に軽傷で生還した[60]。
- 1968年3月5日
  - 便名： エールフランス 212便[60][61][注 1]
  - 機種： ボーイング 707-328C
  - 死者： 乗員乗客63人全員が死亡。
  - 状況： チリのサンティアゴ発パリ行きだった当該機は、ペルーのリマ、エクアドルのキト、ベネズエラのカラカスを経由して、仏領グアドループのポワンタピートル近郊のルレゼ空港に着陸予定だった。着陸の承認を受ける前のキャプテンの「空港を視認している」という報告の2分後の20時32分、空港の南南西約12マイル（約25キロメートル）のラスフリエ山に墜落し、非番の乗員3名と乗員11名を含む63名全員が死亡した。原因は同じ島の別の町、バステールをポワンタピートルの町と誤認したことによるパイロットミスとされたが、事故機に搭載されていたフライト・レコーダーは必死の捜索にもかかわらず発見出来ず、機体からも事故に直接結びつくような痕跡も確認出来なかったため、十分な証拠も得られず、断定は出来なかった。
  - 詳細： 「1968年エールフランス212便墜落事故」を参照。
- 1968年4月20日
  - 便名： 南アフリカ航空 228便[62]
  - 機種： ボーイング 707-344C
  - 死者： 乗員乗客128人中123人が死亡[62]。
  - 状況： ナミビアのウィントフックを離陸直後に墜落。様々な要因から、パイロット達が降下していることに気付かなかったことが原因と推測された。
  - 詳細： 「南アフリカ航空228便墜落事故」を参照。
- 1968年5月28日
  - 便名： ガルーダ・インドネシア航空 892便
  - 機種： コンベア 990-30A-5
  - 死者： 乗員乗客29人全員と地上の1人が死亡。
  - 詳細： 「1968年ガルーダ・インドネシア航空CV-990墜落事故」を参照。
- 1968年9月11日
  - 便名： エールフランス 1611便
  - 機種： シュド・アビアシオン SE-210 カラベル III
  - 死者： 乗員乗客95人全員が死亡。
  - 詳細： 「エールフランス1611便火災墜落事故」を参照。
- 1968年11月22日
  - 便名： 日本航空 002便
  - 機種： ダグラス DC-8-62
  - 死者： なし。
  - 詳細： 「日本航空サンフランシスコ湾着水事故」を参照。
- 1968年12月12日
  - 便名： パンアメリカン航空 217便
  - 機種： ボーイング 707-321B
  - 死者： 乗員乗客51人全員が死亡。
  - 状況： ベネズエラのカラカスへ着陸しようとしていた旅客機が空港手前の海に墜落した。事故原因は確定されなかったが、パイロットが暗闇の中で視覚的錯覚を起こし、空港近くにある灯火を見て実際よりも高く飛んでいると思い込み、早く高度を下げてしまった可能性が指摘された[63]。
  - 詳細： 「パンアメリカン航空217便墜落事故」を参照。

### 1969年
- 1969年1月2日
  - 便名： 中華航空 227便
  - 機種： ダグラス・エアクラフト DC-3D
  - 死者： 乗員乗客24人全員が死亡。
  - 状況： 台湾の台東から高雄に向けて巡航中に、乱気流に遭遇し墜落した[64]。
- 1969年1月5日
  - 便名： アリアナ・アフガン航空 701便
  - 機種： ボーイング 727-113C
  - 死者： 乗員乗客62人中48人と地上の2人が死亡。
  - 状況： アフガニスタンからロンドン・ガトウィック空港へ着陸しようとしていた旅客機が、空港手前の住宅地に墜落。パイロットが自動操縦の設定を誤った上に、外部に注意を払いすぎて計器の低高度警告に気付くのが遅れたため、地上への激突が回避出来なくなったものとされた。
- 1969年1月6日
  - 便名： アレゲニー航空 737便[65]
  - 機種： コンベア CV-580[65]
  - 死者： 乗員乗客28人中11人が死亡[65]。
  - 状況： ワシントンD.C.からデトロイトに向かっていた当該機が、経由地であるペンシルベニア州ブラッドフォード地域空港（英語版）への着陸進入中に墜落した。
  - 詳細： 「アレゲニー航空737便墜落事故」を参照。
- 1969年1月18日
  - 便名： ユナイテッド航空 266便
  - 機種： ボーイング 727-22C
  - 死者： 乗員乗客38人全員が死亡。
  - 詳細： 「ユナイテッド航空266便墜落事故」を参照。
- 1969年2月24日
  - 便名： 遠東航空 104便
  - 機種： ハンドレページ ダートヘラルド
  - 死者： 乗員乗客36人全員が死亡。
  - 詳細： 「遠東航空104便墜落事故」を参照。
- 1969年3月16日
  - 便名： ビアサ 742便　
  - 機種： マクドネル・ダグラス DC-9-32
  - 死者： 乗員乗客84人全員と地上の71人が死亡[66]。
  - 詳細： 「ビアサ742便墜落事故」を参照。
- 1969年3月20日
  - 便名： アラブ連合航空 不定期便（機体記号：SU-APC）[67]
  - 機種： イリューシン Il-18D[67]
  - 死者： 乗員乗客105人中100人が死亡[67]。
  - 状況： メッカ巡礼者を運ぶため、サウジアラビアからエジプトに向かっていた旅客機が、夜間の砂嵐の状況の中アスワン空港への着陸に失敗し機体が大破し炎上した。パイロットの過労がミスを誘発したとされた。
  - 詳細： 「1969年アスワン国際空港Il-18墜落事故」を参照。
- 1969年6月4日
  - 便名： メキシカーナ航空 704便
  - 機種： ボーイング 727-64
  - 死者： 乗員乗客79人全員が死亡。
  - 状況： モンテレイへアプローチ中に過大な降下率と飛行高度になり、旋回した際に安全空域をはみ出して山に激突した。
  - 詳細： 「メキシカーナ航空704便墜落事故」を参照
- 1969年6月24日
  - 便名： 日本航空 90便[68]
  - 機種： コンベア CV-880-22M-3
  - 死者： 乗員5人中3人が死亡。
  - 詳細： 「日本航空モーゼスレイク墜落事故」を参照。
- 1969年9月9日
  - 便名： アレゲニー航空 853便
  - 機種： 1) ダグラス DC-9-31、2) パイパー PA-28-140 アーチャー
  - 死者： 両機の乗員乗客83人全員が死亡。
  - 詳細： 「アレゲニー航空853便空中衝突事故」を参照。
- 1969年9月20日
  - 便名： 1) エアベトナム 便名不明（機体記号：XV-NUG）[69]、2) アメリカ空軍 艦上戦闘機
  - 機種： 1) ダグラス DC-4、2) マクドネル F-4E ファントム II
  - 死者： エアベトナム機の乗員乗客75人中74人と地上の2人が死亡。
  - 状況： 南ベトナムのダナン空港上空で空中衝突、エアベトナム機が墜落。
- 1969年9月21日
  - 便名： メキシカーナ航空 801便
  - 機種： ボーイング 727-64
  - 死者： 乗員乗客118人中27人が死亡。
  - 状況： メキシコシティへアプローチ中に突如高度を喪失し地面に接地、機体前部は浮揚したが鉄道の土手に激突。フライトデータレコーダーやコックピットボイスレコーダーは搭載方法が誤っていたり取り外されていたため、事故原因は不明となった。
  - 詳細： 「メキシカーナ航空801便墜落事故」を参照。
- 1969年11月20日
  - 便名： ナイジェリア航空 (en)  825便
  - 機種： ヴィッカース VC-10-1101[70]
  - 死者： 乗員乗客87人全員が死亡。
  - 状況： ラゴスへのアプローチ中にパイロットが高度計の監視を疎かにしていたため、安全飛行高度以下に降下し、機体は木に接触した後林に突っ込み大破炎上した。
- 1969年12月3日
  - 便名： エールフランス 212便[71][72][注 2]
  - 機種： ボーイング 707-328B
  - 死者： 乗員乗客62人全員が死亡。
  - 状況： カラカスからパリへ向かっていた旅客機が、離陸後高度3000フィートまで上昇したのち突然降下してカリブ海に墜落。事故原因は不明。
  - 詳細： 「1969年エールフランス212便墜落事故」を参照。
- 1969年12月8日
  - 便名： オリンピック航空 954便
  - 機種： ダグラス DC-6B
  - 死者： 乗員乗客90人全員が死亡。
  - 詳細： 「オリンピック航空954便墜落事故」を参照。
- 1969年12月22日
  - 便名： エアベトナム 便名不詳
  - 機種： ダグラス DC-6B
  - 死者： 地上の約30人を含め90人前後が死亡。
  - 状況： サイゴン発ニャチャン行きの国内便で、ニャチャンの手前24km付近で操縦席付近が爆発。機体は炎上しながらニャチャン空港の滑走路上空を低空で飛行した後、住宅地へ墜落した。乗員乗客70人のうち10人程度は墜落した機体から脱出することができたが、住宅地にあった小学校の学童など約30人が犠牲となった[73]。

## 1970年代

### 1970年
- 1970年2月6日
  - 便名： アエロフロート 便名不明（機体記号：CCCP-75798）[74]
  - 機種： イリューシン Il-18V[74]
  - 死者： 乗員乗客106人中92人が死亡[74]。
  - 状況： サマルカンドで管制ミスにより山岳部に墜落した。生存者がいたが救助隊が向かうまで3日もかかり凍死した。
- 1970年2月15日
  - 便名： ドミニカーナ航空 (en:Dominicana de Aviación)  603便
  - 機種： マクドネル・ダグラス DC-9-32
  - 死者： 乗員乗客102人全員が死亡[75]。
  - 状況： ドミニカ共和国・サントドミンゴを離陸直後に片方のエンジンが停止し、急降下して海上に墜落。事故原因は判明しなかった。
  - 詳細：「ドミニカーナ航空603便墜落事故」を参照。
- 1970年5月2日
  - 便名： ALM アンティリアン航空（英語版） 980便
  - 機種： マクドネル・ダグラス DC-9-33CF
  - 死者： 乗員乗客63人中23人が死亡[76]。
  - 状況： ニューヨークからカリブ海のオランダ領シント・マールテンに向かっていた当該機が、4度の目的地変更と3度の着陸復行により燃料が枯渇し、最終目的地としたアメリカ領ヴァージン諸島にあるセント・クロイ島へも届かず、不時着水を余儀なくされた。不時着水自体は成功し機体は原形を保っていたものの脱出に手間取り、機体は水深5000フィート（約1500メートル）の海底に沈み23人が犠牲となった。繰り返し着陸復行を行ったことが燃料枯渇の原因であり、また着水時の乗客への警告がなかったために犠牲者を増やしたとされた。
  - 詳細：「ALM 980便不時着水事故」を参照。
- 1970年7月3日
  - 便名： ダン・エア・サービス (Dan-Air Services)  1903便[77]
  - 機種： デ・ハビランド コメット4B
  - 死者： 乗員乗客112人全員が死亡。
  - 状況： イギリスのマンチェスターからスペインのバルセロナ向かっていたチャーター便が、着陸アプローチ中に空港から65キロメートル手前の山に激突し爆発炎上した。事故機の航法装置が故障し、航路を東に約25キロメートル逸脱していたことに操縦士も管制官も気付かなかったことが事故原因であった。管制官はレーダースクリーン上の輝点のいずれかが事故機のものか認識していなかったため、事故機を左旋回させて輝点の動きで見極めようとしたが、実際には事故機はレーダーの範囲外にありスクリーン上には映っていなかった。このため管制官は他機の機影を事故機と勘違いして降下を承認。これを受けて事故機は高度を下げたが、地表が雲に覆われていたため激突寸前まで危険な降下をしている事に気が付かなかった。事故後、バルセロナには二次レーダーが導入された。
- 1970年7月5日
  - 便名： エア・カナダ 621便
  - 機種： マクドネル・ダグラス DC-8-63
  - 死者： 乗員乗客109人全員が死亡。
  - 状況： カナダのトロント空港での着陸中に、副操縦士が抗揚力装置であるスポイラーをアームド状態にしようとしたが、誤って立ててしまった。そのため失速して滑走路上で激しくバウンドし、第4エンジンが脱落。機体は着陸復航のために上昇旋回しようとしたが、今度は右主翼が爆発炎上し操縦不能に陥り、墜落した。事故調査委員会は「飛行中にグランドスポイラーが展開しないような改修が必要である」と指摘したが改修工事は行われず、運航乗務員に注意喚起をする表示装置をつけただけであった。1972年にモスクワで離陸中にスポイラーを立ててしまい墜落する同様の事故（日本航空シェレメーチエヴォ墜落事故）が発生したことで、ようやく改修工事が行われた。
  - 詳細：「エア・カナダ621便墜落事故」を参照。
- 1970年8月12日
  - 便名： 中華航空 206便
  - 機種： 日本航空機製造 YS-11
  - 死者： 乗員乗客31人中14人が死亡。
  - 状況： 悪天候のもと、台北松山空港への着陸に失敗し墜落。
  - 詳細： 「中華航空206便墜落事故」を参照。
- 1970年9月2日
  - 便名： アエロフロート 3630便[78]
  - 機種： ツポレフ Tu-124
  - 死者： 乗員乗客37人全員が死亡。
  - 状況： 巡航中にコントロールを喪失し、ウクライナのドニエプロペトロフスク近郊に墜落。
- 1970年9月22日
  - 便名： フリーライフ（機体記号：N2079）
  - 機種： ロジェ気球
  - 死者： 乗員3人全員が死亡。
  - 状況： 気球による大西洋横断飛行中に空気を加熱するシステムが故障し、救助を要請する内容の交信を最後に消息を絶った。捜索によってゴンドラの部品が発見されたものの、3人は行方不明となっている。
  - 詳細： 「フリーライフ遭難事故」を参照。
- 1970年11月14日
  - 便名： サザン航空 (en)  932便
  - 機種： マクドネル・ダグラス DC-9-31
  - 死者： 乗員乗客75人全員が死亡[79]。
  - 状況： ノースカロライナ州キンストンからウェストバージニア州ハンティントンに向かっていた国内便が、着陸進入中に最低降下高度 (MDA) よりも低く降下したため滑走路手前に激突した。事故原因となった異常な降下率をとった理由は確定できなかったが、気圧高度計を使用すべきところを誤って電波高度計を使用したか、気圧高度計が故障したためと推定されている。なお、犠牲者にはハンティントンにあるマーシャル大学アメリカンフットボールチームの選手36名とコーチングスタッフ9名が含まれていた。
- 1970年11月27日
  - 便名： キャピトル・インターナショナル航空（英語版） C2C3/26便
  - 機種： ダグラス DC-8-63CF
  - 死者： 乗員乗客229人中47人が死亡。
  - 詳細： 「キャピトル・インターナショナル航空C2C3/26便離陸失敗事故」を参照。
- 1970年12月31日
  - 便名： アエロフロート 3012便[80]
  - 機種： イリューシン Il-18V
  - 死者： 乗員乗客86人中6人が死亡[80]。
  - 状況： レニングラードからアルメニアのエレバンに向かっていたが、複数エンジンのトラブルのためレニングラード近郊で墜落した。

### 1971年
- 1971年1月29日
  - 便名： 1) トランス・オーストラリア航空（英語版） 592便、2) CPエア 301便
  - 機種： 1) ボーイング 727-76、2) ダグラス DC-8-63
  - 死者： なし。
  - 詳細： 「シドニー国際空港地上衝突事故」を参照。
- 1971年6月6日
  - 便名： 1) ヒューズ・エア・ウエスト 706便、2) アメリカ海兵隊（機体記号：151458）
  - 機種： 1) マクドネル・ダグラス DC-9-31、2) マクドネル F-4B ファントムII
  - 死者： 両機の乗員乗客51人中50人が死亡。
  - 詳細： 「ヒューズ・エア・ウエスト706便空中衝突事故」を参照。
- 1971年7月30日
  - 便名： パンアメリカン航空 845便
  - 機種： ボーイング 747-121
  - 死者： なし。
  - 詳細： 「パンアメリカン航空845便離陸衝突事故」を参照。
- 1971年9月4日
  - 便名： アラスカ航空 1866便
  - 機種： ボーイング 727-193
  - 死者： 乗員乗客111人全員が死亡。
  - 状況： アラスカ州からワシントン州に向かっていた同機が経由地の州都ジュノーに着陸進入中、空港の手前の山岳地帯の斜面に激突した。航法装置の誤った指示により、パイロットが実際よりも空港近くに来ていると誤認し降下を開始したことが事故原因とされたが、具体的にどの計器が誤表示をしていたかは特定できなかった。なお、事故当時、事故機のパイロットがこの空域に迷い込んだ小型機との交信を管制官から依頼されており、そちらに気を取られて進入時に定められた手順のいくつかを省略した結果誤認に気付かなかったこと、また、天候が悪く地上が視認できなかったことも重なった。この事故によりアラスカ州では同年の航空機事故による犠牲者数が自動車による交通事故の犠牲者数を上回ったという[81]。
  - 詳細： 「アラスカ航空1866便墜落事故」を参照。
- 1971年9月6日
  - 便名： パンインターナショナル（英語版） 112便
  - 機種： BAC 1-11 515FB[82]
  - 死者： 乗員乗客121人中22人が死亡。
  - 状況： ハンブルク空港を離陸直後に両エンジンが故障したため、乗員はアウトバーンへの着陸を決断。アウトバーンへの着陸はできたものの左主脚を損傷し、止まりきれずに陸橋へ激突した。故障の原因は、エンジンの冷却装置に水ではなくジェット燃料が含まれていたため。
  - 詳細： 「パンインターナショナル112便墜落事故」を参照。
- 1971年9月13日
  - 便名： 中国人民解放軍（機体記号：256）
  - 機種： ホーカー・シドレー HS121 トライデント 1E
  - 死者： 乗員乗客9人全員が死亡。
  - 状況： 毛沢東共産党中央委員会主席に対する暗殺計画が失敗したため、林彪共産党中央委員会副主席はソビエト連邦に向けて逃亡したものの、モンゴル人民共和国ヘンティー県に墜落した。
  - 詳細： 「林彪事件」を参照。
- 1971年10月2日
  - 便名： 英国欧州航空 706便
  - 機種： ビッカース ヴァンガード951
  - 死者： 乗員乗客63人全員が死亡。
  - 詳細： 「英国欧州航空706便墜落事故」を参照。
- 1971年12月24日
  - 便名： LANSA ペルー航空 (en:Líneas Aéreas Nacionales S.A.)  508便
  - 機種： ロッキード L-188A エレクトラ[83]
  - 死者： 乗員乗客92人中91人が死亡。
  - 状況： ペルーのリマからイキトスへ向かう途中、アマゾン上空で激しい乱気流と落雷に遭遇、右翼を大きく損傷後空中分解し、山岳地帯の森林へ墜落した。片目を怪我し鎖骨骨折などの重傷を負ったものの即死を免れた17歳の少女、ユリアナ・ケプケは密林の中を歩き続けてカヌーを発見し、何時間か昏睡していたところをハンターによって事故後10日後になって奇跡的に救助された。機体の残骸は事故後14日を経て発見されたが、墜落直後には10人以上が生存していたものとみられ、捜索救助活動の遅れが悔やまれた。1974年にはこの事故を描いた『奇跡の詩』(Miracles Still Happen) という映画も製作され、1987年には開隆堂の中学2年の英語の教科書にも取り上げられた。

### 1972年
- 1972年1月7日
  - 便名： イベリア航空 602便
  - 機種： シュド・アビアシオン SE-210 カラベル VI-R[84]
  - 死者： 乗員乗客104人全員が死亡。
  - 状況： スペイン国内線が、曇天の気象条件の中、地中海西部バレアレス諸島のイビサ島にある空港へ向けて着陸アプローチ中に最低飛行高度を守らなかったため、空港近くの山に高速で激突し爆発炎上した。
  - 詳細： 「イベリア航空602便墜落事故」を参照。
- 1972年3月14日
  - 便名： スターリング航空 296便[85]
  - 機種： シュド・アビアシオン SE-210 カラベル 10B3[85]
  - 死者： 乗員乗客112人全員が死亡[85]。
  - 状況： スリランカからデンマークに向かっていたチャーター機が、夜間に経由地である中東のドバイへのアプローチ中に空港から80キロメートルの地点に墜落した。原因はパイロットの航空計画の情報に誤りがあり、近くのフジャイラなどの街灯をドバイと勘違いしたまま、降下していたため山地に墜落したと推定された。
  - 詳細： 「スターリング航空296便墜落事故」を参照。
- 1972年4月18日
  - 便名： イースト・アフリカン航空（英語版） 720便
  - 機種： ヴィッカース VC-10-1154
  - 死者： 乗員乗客107人中43人が死亡。
  - 詳細： 「イースト・アフリカン航空720便オーバーラン事故」を参照。
- 1972年5月5日
  - 便名： アリタリア航空 112便
  - 機種： ダグラス DC-8-43
  - 死者： 乗員乗客115人全員が死亡。
  - 状況： ローマを出発したイタリア国内線が、パレルモへのアプローチ中にシチリア島にあるロンガ山に墜落した。
  - 詳細： 「アリタリア航空112便墜落事故」を参照。
- 1972年5月18日
  - 便名： アエロフロート 1491便[86]
  - 機種： アントノフ An-10A[86]
  - 死者： 乗員乗客122人全員が死亡。
  - 状況： ウクライナで構造欠陥から主翼が脱落し巡航高度から墜落。そのためAn-10は運航を停止になり、そのまま引退した。
  - 詳細： 「アエロフロート1491便墜落事故」を参照。
- 1972年5月30日
  - 便名： デルタ航空 9570便
  - 機種： マクドネル・ダグラス DC-9-14
  - 死者： 乗員4人全員が死亡。
  - 詳細： 「デルタ航空9570便墜落事故」を参照。
- 1972年6月12日
  - 便名： アメリカン航空 96便
  - 機種： マクドネル・ダグラス DC-10-10[87]
  - 死者： なし。
  - 詳細： 「アメリカン航空96便貨物ドア破損事故」を参照。
- 1972年6月14日
  - 便名： 日本航空 471便
  - 機種： ダグラス DC-8-53
  - 死者： 乗員乗客89人中86人と地上の4人が死亡。
  - 詳細： 「日本航空ニューデリー墜落事故」を参照。
- 1972年6月18日
  - 便名： 英国欧州航空 548便
  - 機種： ホーカー・シドレー HS-121 トライデント 1C[88]
  - 死者： 乗員乗客118人全員が死亡。
  - 詳細： 「英国欧州航空548便墜落事故」を参照。
- 1972年8月14日
  - 便名： インターフルーク チャーター機（機体記号：DM-SEA）[89]
  - 機種： イリューシン Il-62
  - 死者： 乗員乗客156人全員が死亡。
  - 状況： 東ベルリンのシェーネフェルト空港を離陸したが、30分後に昇降舵が利かなくなったとして引き返すことになった。しかしこの時には火災により機体後部構造が脆弱化しており、空港に引き返すことなく墜落した。なお火災の原因は破壊状況が酷く、わからなかった[90]。
  - 詳細： 「1972年ケーニヒス・ヴスターハウゼン墜落事故」を参照。
- 1972年9月24日
  - 便名： 日本航空 472便
  - 機種： ダグラス DC-8-53
  - 死者： なし。
  - 詳細： 「日本航空ボンベイ空港誤認着陸事故」を参照。
- 1972年10月13日
  - 便名： ウルグアイ空軍 571便
  - 機種： フェアチャイルド FH-227D
  - 死者： 乗員乗客45人中29人が死亡。
  - 詳細： 「ウルグアイ空軍機571便遭難事故」を参照。
- 1972年10月13日
  - 便名： アエロフロート 217便[91]
  - 機種： イリューシン Il-62
  - 死者： 乗員乗客174人全員が死亡。
  - 状況： モスクワ・シェレメーチエヴォ国際空港への着陸に失敗。事故原因は確定できなかったが、何らかの理由でパイロットが心神喪失になったためだとされた[92]。
  - 詳細： 「アエロフロート航空217便墜落事故」を参照。
- 1972年10月27日
  - 便名： エールアンテール 696便
  - 機種： ビッカース バイカウント724
  - 死者： 乗員乗客68人中60人が死亡。
  - 状況： 夜間に曇に覆われたクレルモン＝フェランに着陸しようとしていたフランス国内線が、空港手前44キロメートルにある丘に激突。事故原因は無線方位計のアンテナが180度逆に取り付けられているというミスに加え、さらに悪天候の影響で誤った数値が表示され、それをパイロットが過信したことから自機の位置を誤認したというものであると推定された[93]。
- 1972年11月28日
  - 便名： 日本航空 446便
  - 機種： マクドネル・ダグラス DC-8-62
  - 死者： 乗員乗客76人中62人が死亡。
  - 詳細： 「日本航空シェレメーチエヴォ墜落事故」を参照。
- 1972年12月3日
  - 便名： スパンタックス 275便[94]
  - 機種： コンベア CV990-30A-5 コロナード
  - 死者： 乗員乗客155人全員が死亡。
  - 状況： スペインのカナリア諸島テネリフェからドイツに向けて離陸したところ、霧によって視界がゼロになり、焦ったパイロットが異常な操作をしたため操縦不能に陥って、滑走路末端から300メートルの地点に墜落して炎上した。
  - 詳細： 「スパンタックス275便墜落事故」を参照。
- 1972年12月8日
  - 便名： ユナイテッド航空 553便
  - 機種： ボーイング 737-222
  - 死者： 乗員乗客61人中43人と地上の2人が死亡。
  - 状況： シカゴのミッドウェイ空港へ着陸しようとした旅客機が、着陸進入中に空港手前2キロメートルの地点に墜落した。機長がチェックリストの点検に気を取られ、過度な降下率を取っていたため水平飛行が維持できない程減速していた。そこへ、同機が着陸予定であった滑走路に小型機が誤って着陸してしまい、空港管制官は着陸復航を指示した。その時になって機長は地表に衝突寸前であった事にようやく気づき、急激な引き起こし操作で回避しようとしたが失速に陥って住宅地に墜落した。なお、死亡した乗客の中にウォーターゲート事件に関与して有罪判決を受けたエヴェレット・ハワード・ハントの妻ドロシーがいたため、事故に見せかけた「事件の隠蔽工作の一環」と陰謀説を指摘する報道があった[95]。
- 1972年12月8日
  - 便名： エチオピア航空 708便
  - 機種： ボーイング 720-060B
  - 死者： 乗員94人中、機内の銃撃戦により犯人6人が死亡（1人は搬送後死亡）。負傷者2人。
  - 詳細： 「エチオピア航空708便ハイジャック事件」を参照。
- 1972年12月20日
  - 便名： 1) デルタ航空 954便、2) ノース・セントラル航空 575便
  - 機種： 1) ジェネラル・ダイナミクス コンベア-CV880、2)ダグラス・エアクラフト DC-9-31
  - 死者： ノース・セントラル航空575便の乗客10人が死亡[96][97]。
  - 状況： アメリカ合衆国イリノイ州シカゴのシカゴ・オヘア国際空港で、滑走路27Lからの離陸を許可され離陸滑走を行っていたノース・セントラル航空575便と、滑走路14Lに着陸後地上走行中に滑走路27Lへ誤進入したデルタ航空954便が滑走路上で衝突した事故[98][99]。地上管制官がデルタ航空954便との交信の際に省略して指示を出したことで954便の乗員が意味を誤認、27Lを横断する経路の走行を許可されたものと思い込み地上衝突に至った[100]。また、NTSBの調査によりオヘア国際空港では地上レーダーを扱うのに必要な資格を有していない地上管制官が雇われていたことも判明している[101]。
  - 詳細： 「1972年シカゴ・オヘア国際空港地上衝突事故」を参照。
- 1972年12月29日
  - 便名： イースタン航空 401便
  - 機種： ロッキード L-1011-385-1 トライスター 1[102]
  - 死者： 乗員乗客176人中101人が死亡[102]。
  - 詳細： 「イースタン航空401便墜落事故」を参照。

### 1973年
- 1973年1月21日
  - 便名： アエロフロート 6263便
  - 機種： アントノフ An-24B
  - 死者： 乗員乗客39人全員が死亡。
  - 詳細： 「アエロフロート航空6263便墜落事故」を参照。
- 1973年1月22日
  - 便名： アリア・ヨルダン航空 チャーター便（運航はナイジェリア航空 (en) 、機体記号：JY-ADO）[103]
  - 機種： ボーイング 707-3D3C
  - 死者： 乗員乗客202人中176人が死亡[103]。
  - 状況： イスラム教徒のメッカ巡礼客を乗せたチャーター機が、悪天候のためナイジェリアのラゴスからカノにダイバートした。カノも霧のために視界が悪化していたにもかかわらず機長が着陸を強行したが、着陸に失敗し機体は大破炎上した。救助された機長は「蛮勇に値する」飛行テクニックが事故を招いたとして処罰された[104]。
  - 詳細： 「カノ航空惨事」を参照。
- 1973年3月5日
  - 便名： 1) イベリア航空 504便[105]、2) スパンタックス 400便[106]
  - 機種： 1) マクドネル・ダグラス DC-9-32[105]、2) ジェネラル・ダイナミクス CV-990-30A-5 コロナード[106]
  - 死者： イベリア機の乗員乗客68人全員が死亡[105]。
  - 状況： 当日フランスの航空管制官がストライキを起こしていたため、フランス軍が航空管制していた。軍の管制官がスパンタックスのチャーター機に誤った指示を出したため、スパンタックス機が指示を再確認するためナント上空で旋回していたところ、イベリア機と雲中で空中衝突した。イベリア機は空中分解し墜落、一方のスパンタックス機は左翼に損傷を負ったが緊急着陸に成功した。
  - 詳細： 「1973年ナント空中衝突事故」を参照。
- 1973年4月10日
  - 便名： インヴィクター・インターナショナル航空 (en:Invicta International Airlines)  435便[107]
  - 機種： ビッカース 952 ヴァンガード[107]
  - 死者： 乗員乗客145人中108人が死亡[107]。
  - 状況： イギリスからスイスへの、主に女性が参加した日帰り買い物ツアーのためのチャーター機が、目的地のバーゼルへの着陸アプローチ中に、雪の中視界がきかないために着陸復航したが、近隣上空を迷走した挙句に山間部に墜落した。フライトレコーダーが装着されていなかったが、航空管制が適切なアドバイスを行わなかったこと、事故機の航法システムに欠陥があったことなどが事故原因とされた。また、操縦乗員の操縦技量が決定的に不足しており、当時の気象条件では滑走路まで飛行させることは難しかったとされた[108]。
- 1973年6月1日
  - 便名： クルゼイロ航空 109便
  - 機種： シュド・アビアシオン SE-210 カラベル VI-N
  - 死者： 乗員乗客23人全員が死亡。
  - 詳細： 「クルゼイロ航空109便墜落事故」を参照。
- 1973年6月3日
  - 便名： アエロフロート デモ機（機体記号：CCCP-77102）[109]
  - 機種： ツポレフ Tu-144S[109]
  - 死者： 乗員6人全員と地上の8人が死亡[109]。
  - 状況： 西側諸国では「コンコルドスキー」のニックネームで知られていたソ連の超音速輸送機が、パリの航空ショーでデモフライト中に失速し、パリ郊外ル・ブルジェ空港北側の村落に墜落した。
  - 詳細： 「1973年パリ航空ショーTu-144墜落事故」を参照。
- 1973年6月20日
  - 便名： アエロメヒコ航空 229便
  - 機種： ダグラス DC-9-15
  - 死者： 乗員乗客27人全員が死亡。
  - 詳細： 「アエロメヒコ航空229便墜落事故」を参照。
- 1973年7月11日
  - 便名： ヴァリグ・ブラジル航空 820便
  - 機種： ボーイング 707-345C[110]
  - 死者： 乗員乗客134人中123人が死亡[110]。
  - 詳細： 「ヴァリグ・ブラジル航空820便墜落事故」を参照。
- 1973年7月22日
  - 便名： パンアメリカン航空 816便
  - 機種： ボーイング 707-321B
  - 死者： 乗員乗客79人中78人が死亡[111]。
  - 状況： ニュージーランドからロサンゼルスに向かっていた太平洋横断便が、経由地タヒチでの離陸直後に墜落。機体の大半が水深700メートルの海底に沈み発見できなかった。そのため事故原因はなんらかのトラブルに遭遇し、その対処に追われているうちに左旋回して海面に激突したと推定された[112]。
  - 詳細： 「パンアメリカン航空816便墜落事故」を参照。
- 1973年7月31日
  - 便名： デルタ航空 723便
  - 機種： マクドネル・ダグラス DC-9-31
  - 死者： 乗員乗客89人全員が死亡。[113]
  - 状況：　ボストンのジェネラル・エドワード・ローレンス・ローガン国際空港に着陸進入していた国内定期便が、滑走路手前の防潮堤に衝突。事故直後に2名が救出されたが、どちらも怪我がもとで死亡した。ILS方式での進入中に、計器の監視が疎かになっていた状態で決心高度を下回ったのが事故原因とされた。
  - 詳細： 「デルタ航空723便着陸失敗事故」を参照。
- 1973年8月13日
  - 便名： アビアコ航空（英語版） 118便
  - 機種： シュド・アビアシオン SE-210 カラベル 10R
  - 死者： 乗員乗客85人全員と地上の1人が死亡。
  - 詳細： 「アビアコ航空118便墜落事故」を参照。
- 1973年9月11日
  - 便名： JATユーゴスラビア航空 769便
  - 機種： シュド・アビアシオン SE-210 カラベル VI-N
  - 死者： 乗員乗客41人全員が死亡。
  - 詳細： 「JATユーゴスラビア航空769便墜落事故」を参照。
- 1973年9月30日
  - 便名： アエロフロート 3932便[114]
  - 機種： ツポレフ Tu-104B
  - 死者： 乗員乗客108人全員が死亡。
  - 状況： スヴェルドロフスクを離陸した旅客機の電源システムがダウンし、人工水平儀が異常な数値を表示しているのにもかかわらず、そのまま従った結果機体制御が出来なくなり墜落した[115]。
  - 詳細： 「アエロフロート3932便墜落事故」を参照。
- 1973年10月13日
  - 便名： アエロフロート 964便
  - 機種： ツポレフ Tu-104B
  - 死者： 乗員乗客122人全員が死亡[116]。
  - 状況： グルジアからモスクワに向かっていた旅客機の電源システムにトラブルが発生し、磁針方位計と人工水平儀が作動しなくなった。にもかかわらず運航乗務員が故障したこれらの機器に従ったため、着陸アプローチ中に地上に激突した。予備の機器で確認すれば事故は避けられたとされた。
  - 詳細： 「アエロフロート964便墜落事故」を参照。
- 1973年10月23日
  - 便名： VASP航空 012便[117]
  - 機種： 日本航空機製造 YS-11A-211[117]
  - 死者： 乗員乗客65人中8人が死亡。
  - 状況： リオデジャネイロのサントス・ドゥモン空港で離陸に失敗、オーバーランしてグアナバラ湾に水没した。多くの乗客は自力で脱出した。なお事故機となった機体記号「PP-SMJ」機には、日本製であったことから「サムライ」との愛称が付けられていた。
- 1973年11月3日
  - 便名： ナショナル航空 27便
  - 機種： マクドネル・ダグラス DC-10-10
  - 死者： 乗員乗客128人中1人が死亡。
  - 詳細： 「ナショナル航空27便エンジン破損事故」を参照。
- 1973年11月3日
  - 便名： パンアメリカン航空 160便[118]
  - 機種： ボーイング 707-321C
  - 死者： 乗員3人全員が死亡。
  - 状況： ニューヨークからフランクフルトに向かっていた貨物機が、モントリオール東方上空で操縦室に煙が充満した。操縦士は緊急性なしと判断し、整備の都合のよいボストンに向かった。しかし、途中で炎上が始まりほとんど視界が利かなくなったため、操縦ミスを犯し空港手前に墜落した。出火原因であるが、積荷の硝酸の包装が国際航空運送協会の規定に違反しており、割れやすい容器のうえ可燃性のクッション材であったことから、なんらかの衝撃で容器が壊れクッション材が反応したためとされている。また、機長に危険物輸送の通知がなされていなかったことも事態悪化の一因とされた。
  - 詳細： 「パンアメリカン航空160便墜落事故」を参照。
- 1973年12月22日
  - 便名： ロイヤル・エア・モロッコ チャーター便
  - 機種： シュド・アビアシオン SE-210 カラベル VI-N
  - 死者： 乗員乗客106人全員が死亡。
  - 詳細： 「1973年ロイヤル・エア・モロッコSE-210墜落事故」を参照。

### 1974年
- 1974年1月1日
  - 便名： イタビア航空 897便
  - 機種： フォッカー F28-1000
  - 死者： 乗員乗客42人中38人が死亡。
  - 詳細： 「イタビア航空897便墜落事故」を参照。
- 1974年1月26日
  - 便名： トルコ航空 301便[119]
  - 機種： フォッカー F28-1000 フェローシップ
  - 死者： 乗員乗客73人中66人が死亡。
  - 詳細： 「トルコ航空301便墜落事故」を参照。
- 1974年1月30日
  - 便名： パンアメリカン航空 806便[120]
  - 機種： ボーイング 707-321B
  - 死者： 乗員乗客101人中97人が死亡。
  - 詳細： 「パンアメリカン航空806便墜落事故」を参照。
- 1974年3月3日
  - 便名： トルコ航空 981便
  - 機種： マクドネル・ダグラス DC-10-10
  - 死者： 乗員乗客346人全員が死亡。
  - 詳細： 「トルコ航空DC-10パリ墜落事故」を参照。
- 1974年4月22日
  - 便名： パンアメリカン航空 812便
  - 機種： ボーイング 707-321B[121]
  - 死者： 乗員乗客107人全員が死亡。
  - 状況： 太平洋横断便として香港からバリ島に向かっていたが、航法装置のうちADF（自動方位探知機）1機の指示のみ参照してアプローチを行った結果、自機の位置を誤認し所定の航路を逸脱し、ヘメセ山に激突して大破した。
  - 詳細： 「パンアメリカン航空812便墜落事故」を参照。
- 1974年9月11日
  - 便名： イースタン航空 212便
  - 機種： マクドネル・ダグラス DC-9-31
  - 死者： 乗員乗客82人中72人が死亡。
  - 状況： 着陸アプローチ中に、操縦乗員が飛行に関係の無い世間話に夢中になっていた。また計器アプローチの最中に地上の目標物を目視で探しながら降下を続けた。そのため飛行計器類の監視が疎かになり、目的地よりも手前のノースカロライナ州シャーロットに墜落した。
- 1974年11月20日
  - 便名： ルフトハンザドイツ航空 540便
  - 機種： ボーイング 747-130
  - 死者： 乗員乗客157人中59人が死亡[122]。
  - 詳細： 「ルフトハンザドイツ航空540便墜落事故」を参照。
- 1974年12月1日
  - 便名： トランス・ワールド航空 514便
  - 機種： ボーイング 727-231
  - 死者： 乗員乗客92人全員が死亡。
  - 詳細： 「トランス・ワールド航空514便墜落事故」を参照。
- 1974年12月1日
  - 便名： ノースウエスト・オリエント航空 6231便
  - 機種： ボーイング 727-251
  - 死者： 乗員3人全員が死亡。
  - 詳細： 「ノースウエスト航空6231便墜落事故」を参照。
- 1974年12月4日
  - 便名： マーティンエアー 138便
  - 機種： ダグラス DC-8-55CF
  - 死者： 乗員乗客191人全員が死亡。
  - 詳細： 「マーティンエアー138便墜落事故」を参照。
- 1974年12月22日
  - 便名： AVENSA（英語版） 358便
  - 機種： ダグラス DC-9-14
  - 死者： 乗員乗客75人全員が死亡。
  - 詳細： 「アヴェンサ358便墜落事故」を参照。

### 1975年
- 1975年1月30日
  - 便名： トルコ航空 345便
  - 機種： フォッカー F28-1000 フェローシップ
  - 死者： 乗員乗客42人全員が死亡。
  - 詳細： 「トルコ航空345便墜落事故」を参照。
- 1975年4月4日
  - 便名： アメリカ空軍（機体記号：68-0218）[123]
  - 機種： ロッキード C-5A ギャラクシー[123]
  - 死者： 乗員乗客328人中155人が死亡[123]。
  - 状況： ベトナム戦争末期に行われた、南ベトナムの孤児を西側諸国に避難させるマーシーフライト（慈善飛行便）の第1便で発生。サイゴンを離陸直後に急減圧が発生し機体のコントロールが利かなくなり、水田に墜落した。原因は機体後部のハッチがドアロックの不良によって吹き飛び、操縦系統が破壊されてコントロールが利かなくなったためだった。
  - 詳細： 「オペレーション・ベビーリフト」を参照。
- 1975年6月12日
  - 便名： エールフランス 193便
  - 機種： ボーイング 747-128
  - 死者： なし。
  - 詳細： 「エールフランス193便炎上事故」を参照。
- 1975年6月24日
  - 便名： イースタン航空 66便
  - 機種： ボーイング 727-225
  - 死者： 乗員乗客124人中113人が死亡[124][125]。
  - 詳細： 「イースタン航空66便着陸失敗事故」を参照。
- 1975年8月3日
  - 便名： ロイヤル・エア・モロッコ チャーター便（運航はロイヤル・ヨルダン航空、機体記号：JY-AEE）[126]
  - 機種： ボーイング 707-321C
  - 死者： 乗員乗客188人全員が死亡。
  - 状況： パリからモロッコのイモウゼールにアプローチ中、管制官から単なる降下承認を受けただけにもかかわらず、パイロットが最低安全飛行高度以下に降下させてしまう。この結果、右主翼と第4エンジンが山に接触、エンジンは脱落し機体はその先の山に激突し大破炎上した。
  - 詳細： 「アガディール航空惨事」を参照。
- 1975年8月20日
  - 便名： チェコスロバキア航空 540便
  - 機種： イリューシン Il-62
  - 死者： 乗員乗客128人中126人が死亡。
  - 詳細： 「チェコスロバキア航空540便墜落事故」を参照。
- 1975年9月30日
  - 便名： マレーヴ・ハンガリー航空 240便
  - 機種： ツポレフ Tu-154A
  - 死者： 乗員乗客60人全員が死亡。
  - 詳細： 「マレーヴ・ハンガリー航空240便墜落事故」を参照。
- 1975年10月30日
  - 便名： イネックス・アドリア航空 450便
  - 機種： マクドネル・ダグラス DC-9-32[127]
  - 死者： 乗員乗客120人中75人が死亡。
  - 状況： プラハへのアプローチ中に墜落。パイロットが承認された高度以下に降下して渓谷に迷い込み、それに気付いたパイロットが上昇しようとしたが立木と建物に衝突した。
- 1975年11月12日
  - 便名： オーバーシーズ・ナショナル・エアウェイズ 032便
  - 機種： マクドネル・ダグラス DC-10-30CF
  - 死者： なし。
  - 状況： ジョン・F・ケネディ国際空港で離陸中にバードストライクを起こし離陸を中断。機体は右翼の第3エンジンが分解して脱落し、滑走路を外れて出火したが、乗員乗客は全員脱出して無事だった。
  - 詳細:　「オーバーシーズ・ナショナル・エアウェイズ032便大破事故」を参照。
- 1975年11月26日
  - 便名：  1) アメリカン航空 182便、2) トランス・ワールド航空 37便
  - 機種：  1) マクドネル・ダグラス DC-10-10、2) ロッキード L-1011-1
  - 死者： なし。
  - 状況： ミシガン州カールトン上空35000ftで、管制ミスによりニアミスが発生。両機の乗員乗客計319人は無事だったものの、回避行動を取ろうとした182便が急降下したため、乗員3人が重傷、乗客21名が軽傷を負うことになった。
- 1975年12月16日
  - 便名： 日本航空 422便
  - 機種： ボーイング 747-246B
  - 死者： なし。
  - 状況： アンカレッジ空港の誘導路を走行中に横滑りを起こし、側方に滑落して破損した。

### 1976年
- 1976年1月3日
  - 便名： アエロフロート 2003便
  - 機種： ツポレフ Tu-124
  - 死者： 乗客61人全員と地上の1人が死亡。
  - 状況： ヴヌーコヴォ国際空港発の国内便が、離陸直後に何らかの理由で墜落。民家数軒が巻き込まれた他、地上で1人が死亡した[128][129]。
- 1976年2月8日
  - 便名： マーサー航空（英語版） 901便
  - 機種： ダグラス YC-112A-DO
  - 死者： 乗員乗客6人中3人が死亡。
  - 状況： カリフォルニア州のハリウッド・バーバンク空港からオンタリオ国際空港に向けて離陸したが、直後にエンジンが故障し、空港手前のゴルフコースに不時着した。
  - 詳細： 「マーサー航空901便不時着事故」を参照。
- 1976年4月5日
  - 便名： アラスカ航空 60便
  - 機種： ボーイング 727-81
  - 死者： 乗員乗客57人中1人が死亡。
  - 詳細： 「アラスカ航空60便オーバーラン事故」を参照。
- 1976年5月9日
  - 便名： イラン空軍 48便[130]
  - 機種： ボーイング 747-131F
  - 死者： 乗員乗客17人全員が死亡。
  - 状況： テヘランからマドリードへ飛行中、巡航中に機体に落雷し燃料タンクの気化した燃料に引火、空中爆発。
  - 詳細： 「イラン帝国空軍輸送機墜落事故」を参照。
- 1976年8月2日
  - 便名： 大韓航空 642便
  - 機種： ボーイング 707-373C
  - 死者： 乗員5人全員が死亡。
  - 状況： テヘランのメヘラーバード国際空港からソウルに向けて離陸したが、左旋回するところを右旋回し山岳部に墜落した。
  - 詳細： 「大韓航空642便墜落事故」を参照。
- 1976年9月9日
  - 便名： 1) アエロフロート 7957便、2) アエロフロート 31便
  - 機種： 1) アントノフ An-24RV、2) ヤコヴレフ Yak-40
  - 死者： 両機の乗員乗客70人全員が死亡。
  - 状況： ソチ行きのアエロフロート7957便とケルチ行きのアエロフロート31便が、管制官のミスにより黒海上空で空中衝突した。
  - 詳細： 「1976年アナパ空中衝突事故」を参照。
- 1976年9月10日
  - 便名： 1) 英国航空 476便、2) イネックス・アドリア航空 550便
  - 機種： 1) ホーカー・シドレー HS-121 トライデント 3B[131]、2) マクドネル・ダグラス DC-9-31[132]
  - 死者： 両機の乗員乗客176人全員が死亡[131][132]。
  - 状況： 英国航空のイスタンブール行きとイネックス・アドリア航空のボン行きが、ユーゴスラビア上空でほぼ正面衝突し墜落。ザグレブの航空管制センターの管制官が担当便の移管を円滑に行わなかったうえ、業務に忙殺されて「現状高度維持」の誤った指示を出したのが原因。ユーゴスラビア当局は管制官を全員拘束し、実際に誤った指示を出した管制官は懲役刑を受けたが、国際的な批判を浴びたためチトー大統領が恩赦を与えている。
  - 詳細： 「ザグレブ空中衝突事故」を参照。
- 1976年9月19日
  - 便名： トルコ航空 452便[133]
  - 機種： ボーイング 727-2F2 Adv
  - 死者： 乗員乗客154人全員が死亡[133]。
  - 状況： トルコのイスタンブールからアンタルヤに向かっていたが、パイロットがアンタルヤの夜景とウスパルタの夜景を見間違え、アンタルヤに着いたものと誤認して降下を開始したため丘陵地帯に墜落した[133]。
  - 詳細： 「トルコ航空452便墜落事故」を参照。
- 1976年10月12日
  - 便名： インディアン航空 171便
  - 機種： シュド・アビアシオン SE-210 カラベル VI-N
  - 死者： 乗員乗客95人全員が死亡。
  - 状況： ボンベイからマドラスへ向かう国内便が空港を離陸直後に出火。ボンベイへ行き返し着陸を試みたが墜落した[134]。
  - 詳細： 「インディアン航空171便墜落事故」を参照。
- 1976年11月23日
  - 便名： オリンピック航空 830便
  - 機種： 日本航空機製造 YS-11A-500
  - 死者： 乗員乗客50人全員が死亡。
  - 状況： ギリシャのエリニコンからコザニへ飛行中、ギリシャのセルビア近くの山に衝突し墜落。
  - 詳細： 「オリンピック航空830便墜落事故」を参照。
- 1976年11月28日
  - 便名： アエロフロート 2415便
  - 機種： ツポレフ Tu-104B
  - 死者： 乗員乗客72人全員が死亡[135]。
  - 状況： モスクワからレニングラードに向かい離陸した国内線機がモスクワから約30km離れた郊外に墜落[136]。計器の故障が発生し、これにより操縦乗員が誤ってバンク角を限界まで引き上げたため墜落したもの。
- 1976年12月25日
  - 便名： エジプト航空 864便
  - 機種： ボーイング 707-366C
  - 死者： 乗員乗客52人全員と地上の19人が死亡[137]。
  - 状況： ローマ発東京行きの南回り欧州便が、経由地のタイのバンコクへの着陸アプローチ中に滑走路手前の織物工場に墜落した。事故原因はパイロットが航法システムを参考にせずに高度を誤認したまま早く降下したためとされたが、運航会社は管制塔が適切な気象情報を提供しなかったと反論した。
  - 詳細： 「エジプト航空864便墜落事故」を参照。

### 1977年
- 1977年1月13日
  - 便名： 日本航空 1045便
  - 機種： マクドネル・ダグラス DC-8-62AF
  - 死者： 乗員5人全員が死亡。
  - 詳細： 「日本航空アンカレッジ墜落事故」を参照。
- 1977年3月17日
  - 便名： ブリティッシュ・エアツアーズ（英語版） 訓練機（機体記号：G-APFK）
  - 機種： ボーイング 707-436
  - 死者： なし。
  - 状況： グラスゴー・プレストウィック空港（英語版）にてエンジン故障時における離陸訓練中、操作の遅れから離陸直後に滑走路へ墜落した。
  - 詳細： 「1977年ブリティッシュ・エアツアーズ ボーイング707離陸失敗事故」を参照。
- 1977年3月27日
  - 便名： 1) KLMオランダ航空 4805便、2) パンアメリカン航空 1736便
  - 機種： 1) ボーイング 747-206B、2) ボーイング 747-121
  - 死者： 両機の乗員乗客644人中583人が死亡。
  - 詳細： 「テネリフェ空港ジャンボ機衝突事故」を参照。
- 1977年4月4日
  - 便名： サザン航空 (en)  242便
  - 機種： マクドネル・ダグラス DC-9-31
  - 死者： 乗員乗客85人中63人と地上の9人が死亡。
  - 詳細： 「サザン航空242便墜落事故」を参照。
- 1977年5月27日
  - 便名： アエロフロート 331便
  - 機種： イリューシン Il-62M
  - 死者： 乗員乗客70人中68人と地上の1人が死亡。
  - 状況： キューバの首都ハバナへの着陸進入中に送電線に接触し墜落した。
- 1977年9月27日
  - 便名： 日本航空 715便
  - 機種： マクドネル・ダグラス DC-8-62H
  - 死者： 乗員乗客79人中34人が死亡。
  - 詳細： 「日本航空クアラルンプール墜落事故」を参照。
- 1977年11月19日
  - 便名： TAPポルトガル航空 425便
  - 機種： ボーイング 727-282 Adv
  - 死者： 乗員乗客164人中131人が死亡。
  - 詳細： 「TAP ポルトガル航空425便墜落事故」を参照。
- 1977年12月2日
  - 便名： リビア・アラブ航空 旅客便
  - 機種： ツポレフ Tu-154A
  - 死者： 乗員乗客165人中59人が死亡。
  - 詳細： 「1977年リビア・アラブ航空Tu-154墜落事故」を参照。
- 1977年12月4日
  - 便名： マレーシア航空 653便
  - 機種： ボーイング 737-2H6
  - 死者： 乗員乗客100人全員が死亡。
  - 詳細： 「マレーシア航空システム653便ハイジャック墜落事件」を参照。
- 1977年12月13日
  - 便名： エア・インディアナ（英語版） 216便
  - 機種： ダグラス DC-3
  - 死者： 乗員乗客29人全員が死亡。
  - 詳細： 「エア・インディアナ216便墜落事故」を参照。
- 1977年12月18日
  - 便名： ユナイテッド航空 2860便
  - 機種： ダグラス DC-8-54F
  - 死者： 乗員3人全員が死亡。
  - 詳細： 「ユナイテッド航空2860便墜落事故」を参照。

### 1978年
- 1978年1月1日
  - 便名： エア・インディア 855便
  - 機種： ボーイング 747-237B
  - 死者： 乗員乗客213人全員が死亡。
  - 詳細： 「エア・インディア855便墜落事故」を参照。
- 1978年2月11日
  - 便名： パシフィック・ウエスタン航空（英語版） 314便
  - 機種： ボーイング 737-275
  - 死者： 乗員乗客49人中42人が死亡。
  - 状況： カナダ・クランブルックへのアプローチ中にパイロットが空港付近のビーコン通過の報告を忘れたために、管制官も滑走路上にいる除雪車のことを伝えていなかった。事故機はそのまま滑走路に着陸したが、滑走路上にいた除雪車を発見しゴーアラウンドを開始。除雪車は飛び越したがその直後に第1エンジンの逆噴射装置が空中で誤作動、揚力を失い左に横滑りして滑走路わきに墜落した。
  - 詳細： 「パシフィック・ウエスタン航空314便着陸失敗事故」を参照。
- 1978年3月1日
  - 便名： コンチネンタル航空 603便
  - 機種： マクドネル・ダグラス DC-10-10
  - 死者： 乗員乗客200人中4人が死亡。
  - 状況： ロサンゼルス国際空港での離陸滑走中に降着装置のタイヤ3輪が相次いでパンク、離陸を中止したが滑走路内で停止できずオーバーラン。停止後発生した火災の影響で脱出スライドが故障し、避難時に主翼上から転落し2人が死亡、重傷者31人のうち2人が3ヶ月後に死亡し計4人の死者を出した。
  - 詳細： 「コンチネンタル航空603便離陸失敗事故」を参照。
- 1978年3月25日
  - 便名： 国営ビルマ航空 国内便（機体記号：XY-ADK）[138]
  - 機種： フォッカー F-27 フレンドシップ 200[138]
  - 死者： 乗員乗客48人全員が死亡。
  - 状況： ビルマの首都ラングーンからビルマ北部のミッチーナー行きのターボプロップ機が離陸直後空港から16キロメートル離れた水田に墜落、炎上した。乗客のうち23人はビルマ国籍以外であったが、そのうち6人はビルマ政府の依頼で橋梁技師養成施設設置の調査のために国際協力事業団から派遣された日本人技術者であった。ビルマ政府は哀悼の意と遺族に対し出来るだけの援助をすると表明したが[139]、ビルマの航空事業者は航空事故責任を免責する無責任約款で運航していたため、遺族に対する損害賠償には一切応じなかった[140]。
- 1978年5月8日
  - 便名： ナショナル航空 193便
  - 機種： ボーイング 727-235
  - 死者： 乗員乗客58人中3人が死亡。
  - 状況： フロリダ州ペンサコーラにあるペンサコーラ地域空港（英語版）への着陸の際、高度の監視が不十分だったため、空港手前のエスカンビア湾に墜落した。乗客3人が溺死した。
  - 詳細： 「ナショナル航空193便着水事故」を参照。
- 1978年5月23日
  - 便名： ツポレフ設計局 テスト機
  - 機種： ツポレフ ツポレフ Tu-144D
  - 死者： 乗員8人中2人が死亡。
  - 詳細： 「1978年ツポレフTu-144不時着事故」を参照。
- 1978年6月26日
  - 便名： エア・カナダ 189便
  - 機種： マクドネル・ダグラス DC-9-32
  - 死者： 乗員乗客107人中2人が死亡。
  - 状況： トロント国際空港からの離陸時にタイヤが破損し離陸を中止したが、滑走路をオーバーランし滑走路の先の川岸で停止した。
  - 詳細： 「エア・カナダ189便離陸失敗事故」を参照。
- 1978年9月25日
  - 便名： 1) パシフィック・サウスウエスト航空 182便、2) ギブス・フライト・センター（機体記号：N7711G）
  - 機種： 1) ボーイング 727-214、2) セスナ 172M
  - 死者： 両機の乗員乗客137人全員と地上の7人が死亡。
  - 状況： サンディエゴ国際空港へ着陸しようとした旅客機が訓練飛行中のセスナ機との衝突後、高度約750メートルから住宅街の道路に墜落。この間に「管制塔、墜落する、こちらPSA」「了解」という交信記録が残っている。公式ではないが、パイロットがセスナ機の位置を誤認していたことが原因であると言われている。
  - 詳細： 「パシフィック・サウスウエスト航空182便墜落事故」を参照。
- 1978年10月7日
  - 便名： アエロフロート 1080便
  - 機種： ヤコヴレフ Yak-40
  - 死者： 乗員乗客38人全員が死亡。
  - 状況： コルツォヴォ国際空港からの離陸時に着氷によりエンジンが故障して墜落した。パイロットは着氷条件を考慮に入れておらず、除氷装置を作動させていなかった。
  - 詳細： 「アエロフロート1080便墜落事故」を参照。
- 1978年11月15日
  - 便名： アイスランディック航空 001便
  - 機種： マクドネル・ダグラス DC-8-63CF
  - 死者： 乗員乗客262人中183人が死亡。
  - 状況： インドネシア人のメッカ巡礼からの帰国便が、経由地スリランカのコロンボの空港へアプローチ中にパイロットが高度計のチェックを怠りコールアウトもしなかったため最低高度以下に降下。最終的に着陸復航を開始したが遅すぎてそのまま滑走路1.6キロメートル手前のココナッツ畑に墜落、大破炎上。
  - 詳細： 「アイスランディック航空001便墜落事故」を参照。
- 1978年12月4日
  - 便名： ロッキー・マウンテン航空（英語版） 217便
  - 機種： デ・ハビランド・カナダ DHC-6-300
  - 死者： 乗員乗客22人中2人が死亡。
  - 詳細： 「ロッキー・マウンテン航空217便墜落事故」を参照。
- 1978年12月23日
  - 便名： アリタリア航空 4128便
  - 機種： マクドネル・ダグラス DC-9-32
  - 死者： 乗員乗客129人中108人が死亡。
  - 状況： ローマ発パレルモ行きの便がパレルモ国際空港着陸直前に約3キロメートル手前のティレニア海に墜落した。乗客21人が漁船に救助されている。
  - 詳細： 「アリタリア航空4128便墜落事故」を参照。
- 1978年12月28日
  - 便名： ユナイテッド航空 173便
  - 機種： マクドネル・ダグラス DC-8-61
  - 死者： 乗員乗客189人中10人が死亡。
  - 詳細： 「ユナイテッド航空173便燃料切れ墜落事故」を参照。

### 1979年
- 1979年1月30日
  - 便名： ヴァリグ・ブラジル航空 967便
  - 機種： ボーイング 707-320F
  - 死者： 乗員6人全員が死亡。
  - 詳細： 「ヴァリグ・ブラジル航空967便遭難事故」を参照。
- 1979年3月14日
  - 便名： アリア＝ロイヤル・ヨルダン航空 600便
  - 機種： ボーイング 727-2D3
  - 死者： 乗員乗客64人中45人が死亡。
  - 状況： アンマン発ドーハ経由マスカット行きの便が、悪天候のドーハ国際空港で着陸に失敗して滑走路に墜落。死者には日本人2人を含む[141]。
  - 詳細： 「アリア＝ロイヤル・ヨルダン航空600便墜落事故」を参照。
- 1979年4月4日
  - 便名： トランス・ワールド航空 841便
  - 機種： ボーイング 727-31
  - 死者： なし。
  - 詳細： 「トランス・ワールド航空841便急降下事故」を参照。
- 1979年5月25日
  - 便名： アメリカン航空 191便
  - 機種： マクドネル・ダグラス DC-10-10
  - 死者： 乗員乗客271人全員と地上の2人が死亡。
  - 詳細： 「アメリカン航空191便墜落事故」を参照。
- 1979年7月11日
  - 便名： ガルーダ・インドネシア航空 旅客便
  - 機種： フォッカー F28-1000
  - 死者： 乗員乗客61人全員が死亡。
  - 詳細： 「1979年ガルーダ・インドネシア航空F28墜落事故」を参照。
- 1979年8月11日
  - 便名： 1) アエロフロート 7628便、2) アエロフロート 7880便
  - 機種： 1) ツポレフ Tu-134A[142]、2) ツポレフ Tu-134AK[143]
  - 死者： 両機の乗員乗客178人全員が死亡。
  - 状況： ウクライナのドニプロゼルジーンシク上空を飛行していたアエロフロートの国内線2機が空中で交差する際、航空管制官の誤った指示により、雲の中で両機が衝突し墜落した。同一航空会社、同一機種の中型旅客機による空中衝突という前代未聞の事故となった。
  - 詳細： 「1979年ドニプロゼルジーンシク空中衝突事故」を参照。
- 1979年9月14日
  - 便名： アエロ・トラスポルティ・イタリアーニ 12便
  - 機種： ダグラス DC-9-32
  - 死者： 乗員乗客31人全員が死亡。
  - 詳細： 「アエロ・トラスポルティ・イタリアーニ12便墜落事故」を参照。
- 1979年10月7日
  - 便名： スイス航空 316便
  - 機種： ダグラス DC-8-62
  - 死者： 乗員乗客154中14人が死亡。
  - 詳細： 「スイス航空316便着陸失敗事故」を参照。
- 1979年10月31日
  - 便名： ウエスタン航空 2605便
  - 機種： マクドネル・ダグラス DC-10-10
  - 死者： 乗員乗客88人中72人と地上の1人が死亡[144]。
  - 状況： メキシコ・シティ国際空港へ着陸しようとしていた臨時便が滑走路23Rへ着陸する際に閉鎖中の滑走路23LのILSによる誘導でアプローチし、途中でサイドステップし最終的に23Rに着陸しようとした。しかし着陸直前で霧に突入し滑走路が確認できなくなったにもかかわらずそのまま降下を続けた。その結果滑走路の路肩に接地したため滑走路に戻ってから着陸復行を試みようとしたが、ダンプカーと接触し右メインギアが脱落、脱落したギアが右翼フラップと右水平尾翼に激突しこれも脱落して機体は右にロールしそのまま空港設備に突入、爆発炎上した。事故の最大の原因は霧で滑走路が確認できないのにそのまま降下したパイロットエラーとされた。
  - 詳細： 「ウェスタン航空2605便着陸失敗事故」を参照。
- 1979年11月26日
  - 便名： パキスタン国際航空 740便
  - 機種： ボーイング 707-340C
  - 死者： 乗員乗客156人全員が死亡。
  - 状況： ナイジェリアからパキスタンに向っていた旅客機が、経由地のサウジアラビアのジッダを離陸直後に客室のラバトリー付近で火災が発生した。機内はパニックになったが客室乗務員が操縦室へ緊急事態発生を伝達するのが遅れ、緊急着陸に向けての対応が遅れた結果、操縦不能に陥り砂漠に墜落した。火災原因は特定できなかったが、テロリズムによる破壊工作ではなく、電気系統からの発火もしくは乗客が機内に持ち込んだ携帯コンロから気化した燃料が着火したと推測されている。
  - 詳細： 「パキスタン国際航空740便墜落事故」を参照。
- 1979年11月28日
  - 便名： ニュージーランド航空 901便
  - 機種： マクドネル・ダグラス DC-10-30
  - 死者： 乗員乗客257人全員が死亡。
  - 詳細： 「ニュージーランド航空901便エレバス山墜落事故」を参照。